# Westfaalse hellweg

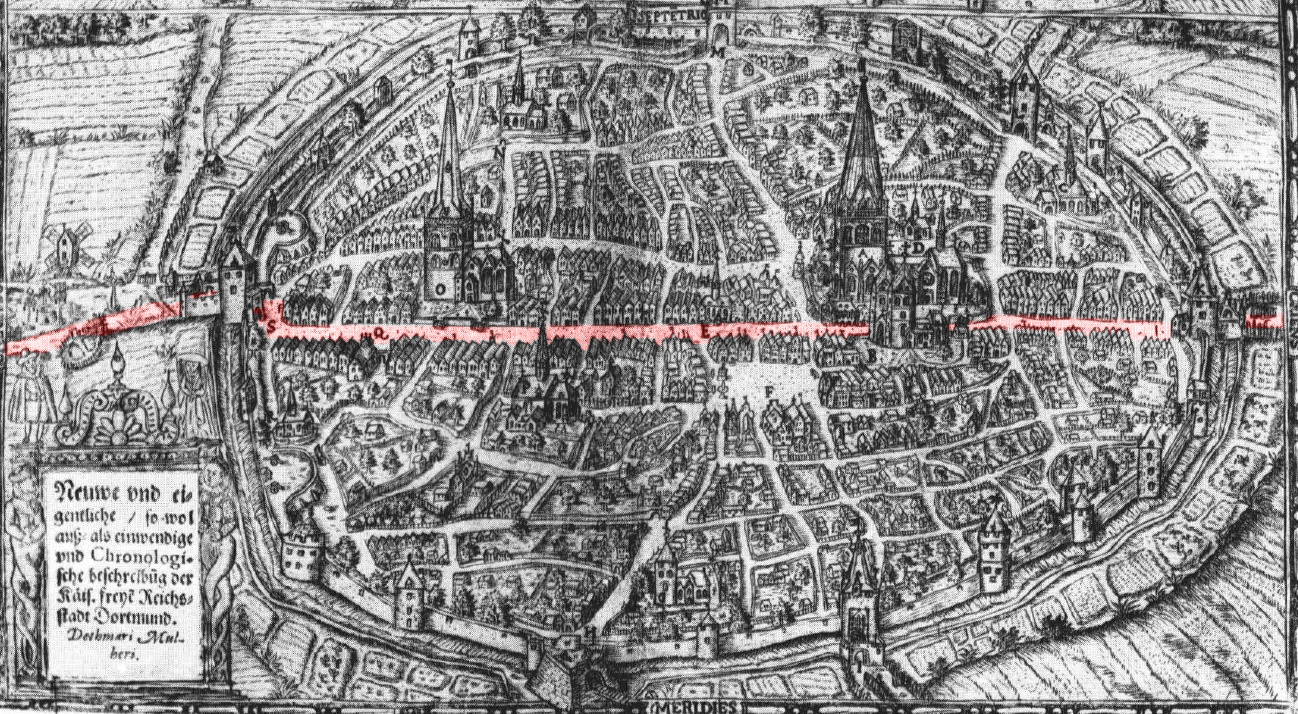
De hellweg (rode lijn) in Dortmund rond 1610 op een plattegrond van Detmar Muhler

De Westfaalse hellweg verwijst naar het westelijke deel van de middeleeuwse verbinding tussen Rijn en Elbe aan de noordkant van het Duitse middelgebergte. De benaming 'Westfaalse hellweg' wordt gebruikt voor het gedeelte tussen Duisburg en Paderborn, wat onderdeel is van de historische heerbaan tussen Aken en Goslar.
De term hellweg wordt onder andere geïnterpreteerd als een "lichte, brede weg" waar onder andere zout (hall en hell verwijzen naar zout) op werd vervoerd.
Deze bekendste hellweg in Noordrijn-Westfalen is meer dan 5000 jaar oud en dateert uit de pre-Germaanse en pre-Romeinse tijd. Hij begint aan de Rijn in Homberg en loopt via Duisburg, Essen, Dortmund, Unna, Werl, Soest, Erwitte, Geseke, Salzkotten en Paderborn naar de Abdij van Corvey aan de Wezer.
De Bundesstraße 1 loopt kaarsrecht van west naar oost over een groot deel van het tracé van deze (in het begin van de 19e eeuw verharde) oude Hellweg.